# Кучук-Киргиз
Кучу́к-Кирги́з (укр. Кучук-Киргиз, крымскотат. Küçük Qırğız, Кучюк Къыргъыз) — исчезнувшее село в Джанкойском районе Республики Крым, располагавшееся на востоке района, в степной части Крыма, примерно на месте южной окраины современного села Светлое.

## История
Первое документальное упоминание села встречается в Камеральном Описании Крыма… 1784 года, судя по которому, в последний период Крымского ханства Кучук Кырынмай входил в Таманский кадылык Карасубазар ского каймаканства.
После присоединения Крыма к России 8 февраля 1784 года, деревня была приписана к Перекопскому уезду Таврической области. После Павловских реформ, с 1796 по 1802 год, входила в Перекопский уезд Новороссийской губернии. По новому административному делению, после создания 8 (20) октября 1802 года Таврической губернии, Кучук-Киргиз был включён в состав Таганашминской волости Перекопского уезда.
По Ведомости о всех селениях в Перекопском уезде состоящих с показанием в которой волости сколько числом дворов и душ… от 21 октября 1805 года в деревне Кучук-Киргиз числилось 9 дворов и 55 жителей крымских татар. На военно-топографической карте генерал-майора Мухина 1817 года деревня Кучук киркиз обозначена с 5 дворами. После реформы волостного деления 1829 года Кучук Киргиз, согласно «Ведомости о казённых волостях Таврической губернии 1829 года», отнесли к Башкирицкой волости(башкыргызкий) (переименованной из Таганашминской). На карте 1836 года в деревне 12 дворов, а на карте 1842 года Кучук-Кыргыз обозначен условным знаком «малая деревня», то есть, менее 5 дворов.
В 1860-х годах, после земской реформы Александра II, деревню включили в состав Владиславской волости того же уезда. В «Списке населённых мест Таврической губернии по сведениям 1864 года», составленном по результатам VIII ревизии 1864 года, Кучук-Киргиз — владельческая татарская деревня, с 1 двором и 4 жителями при колодцах. По обследованиям профессора А. Н. Козловского начала 1860-х годов, в селении вода в колодцах глубиной 3—5 саженей (6—10 м) была частью пресная, а чаще солёная. Ввиду эмиграции крымских татар, особенно массовой после Крымской войны 1853—1856 годов, в Турцию, согласно «Памятной книжке Таврической губернии за 1867 год», деревня стояла покинутая и оставалась в развалинах. На трехверстовой карте Шуберта 1865 года Кучук-Киргиз ещё обозначен, а на карте, с исправлениями 1876 года его уже нет. В дальнейшем в доступных источниках не встречается.